# Metropolitana di Dnipro
La metropolitana di Dnipro (in ucraino Дніпровський Метрополітен?; traslitterazione: Dniprovs'kyj Metropoliten; in russo Днепровский Метрополитен?, Dneprovskij Metropoliten) è il sistema di trasporto rapido che serve la città di Dnipro, la terza città maggiore dell'Ucraina. Questa metropolitana è stata la terza dell'Ucraina (dopo quella di Kiev e di Charkiv), quando è stata aperta nel 1995.

## Informazioni
La Metropolitana di Dnipro è stata aperta al pubblico nel dicembre del 1995, e attualmente possiede sei stazioni. Corre su una sola linea, dalla stazione Vokzalna (Stazione centrale ferroviaria) a est fino a Pokrovska a ovest. Opera dalle 5:30 del mattino fino alle 23:00 della sera, e annualmente trasporta circa 8 milioni di passeggeri.
Attualmente, la rete si sviluppa su una sola linea, la Centralno-Zavods'ka per una lunghezza totale di 7,1 km. Le stazioni della metropolitana di Dnipro sono state costruite seguendo il tipico stile architettonico sovietico, ma essendo state costruite durante il periodo della recessione economica, non mostrano tutta la vivacità che si trova nello stile di costruzione delle metropolitane sovietiche.
Delle sei stazioni, cinque sono in profondità, mentre una è in superficie; tra quelle sotterranee, quattro comprendono un ambiente unico con banchina che serve entrambe le direzioni. Inizialmente la metropolitana utilizzava treni a cinque carrozze, ma siccome l'utilizzo è abbastanza ridotto, effettuano il servizio treni a tre carrozze.

## Progetti futuri
Sono attualmente in costruzione tre stazioni, a partire dalla stazione Vokzalna verso il centro cittadino: la stazione Teatral'na (presso il Teatro dell'Opera e del Balletto), la Central'na e la Muzeina. La prima dovrebbe essere inaugurata nel 2017, mentre le altre due poco dopo il 2017.
Dopo il prolungamento, la linea si estenderà per 11,82 km, con 9 stazioni. È in progetto una seconda linea che attraversi il fiume Dnieper; esistono anche progetto di un sistema di metropolitana di 80 km su tre linee.

## Stazioni
- Pokrovs'ka (Покровська)
- Prospekt Svobody (Проспект Свободи)
- Zavods'ka (Заводська)
- Metalurhiv (Металургів)
- Metrobudivnykiv (Метробудівників)
- Vokzal'na (Вокзальна)
- Teatral'na (Театральна) in costruzione
- Central'na (Центральна) in costruzione
- Muzejna (Музейна) in costruzione